# Czarna skrzynka (system)

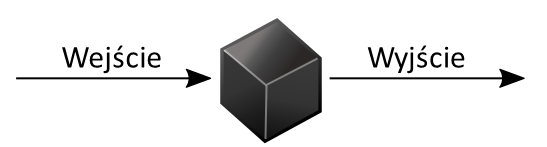
Schemat ogólny czarnej skrzynki

Czarna skrzynka (ang. black box) – koncepcja systemu lub modelu, którego działanie lub zachowanie jest analizowane, przy założeniu, że absolutnie nic nie wiadomo o jego budowie wewnętrznej.
W nauce, informatyce i inżynierii czarna skrzynka to system, na który można patrzeć pod względem danych wejściowych i wyjściowych (lub charakterystyk przenoszenia), bez żadnej wiedzy o jego wewnętrznym działaniu – system jest „nieprzezroczysty” (czarny). Termin ten może być używany w odniesieniu do wielu elementów z życia codziennego, takich jak tranzystor, silnik, algorytm, ludzki mózg, instytucja lub rząd.

Przeciwieństwem czarnej skrzynki jest system, w którym znane są wewnętrzne komponenty lub logika jego działania. Taki system może być określany jako biała skrzynka.

## Historia koncepcji czarnej skrzynki
Franz Breisig w 1921 analizował sieci dwuportowe. Vitold Belevitch analizę Breisiga określił jako wyraźne stosowanie metody czarnej skrzynki.
Wilhelm Cauer prowadził badania w teorii obwodów elektronicznych i opisywał, że zachowanie obwodów elektronicznych można scharakteryzować poprzez reakcje (wyjście) na sygnały podawane do ich portów (wejście).
Cauer opublikował swoje analizy w rozwiniętej formie w 1941. Chociaż Cauer sam nie użył terminu czarnej skrzynki, następcy opisali tę metodę jako analizę czarnoskrzynkową.
Ross Ashby w 1956, w pracy dotyczącej cybernetyki przedstawił rozdział poświęcony teorii czarnej skrzynki.
Norbert Wiener zdefiniował czarną skrzynkę w 1961 jako nieznany system, którego funkcjonowanie może zostać opisane za pomocą technik identyfikacji systemów.

Przez „czarną skrzynkę” będę rozumiał aparat, taki jak czwórnik o dwóch końcówkach wejściowych i dwóch wyjściowych, który wykonuje określoną operację na obecnej i ubiegłej wartości potencjału wejściowego, lecz w przypadku którego niekoniecznie musimy mieć informacje o jego budowie, dzięki której te właśnie operacje wykonuje.

Wielu innych inżynierów, naukowców i epistemologów, takich jak Mario Bunge, stosowało i udoskonalało teorię czarnej skrzynki w latach sześćdziesiątych XX wieku.

Czarna skrzynka to fikcyjna konstrukcja przedstawiająca zbiór konkretnych systemów, do których napływają bodźce S i z których wyłaniają się reakcje R. Konstytucja i struktura skrzynki są w ogóle nieistotne dla rozważanego podejścia, które jest czysto zewnętrzne lub fenomenologiczne. Innymi słowy, brane pod uwagę będzie tylko zachowanie systemu.

## Reguła czarnej skrzynki

Model czarnej skrzynki zastosowany do opisu rezultatów systemu.

Teorie czarnej skrzynki to teorie, w których czarna skrzynka jest zdefiniowana jedynie w kategoriach funkcji, które wykonuje. Koncepcję czarnej skrzynki można zastosować w dowolnej dziedzinie, w której bada się relacje między cechami zewnętrznymi systemu (na zewnątrz czarnej skrzynki), bez próby wyjaśnienia, dlaczego te relacje powinny istnieć (efekt działania wnętrza czarnej skrzynki). W tym kontekście rozważania Newtona w poszukiwaniu prawidłowości w świecie nauki można określić jako stosowanie koncepcji czarnej skrzynki.
Do prezentacji czarnej skrzynki bywa stosowany diagram przepływu danych.

## Czarna skrzynka wteorii systemów

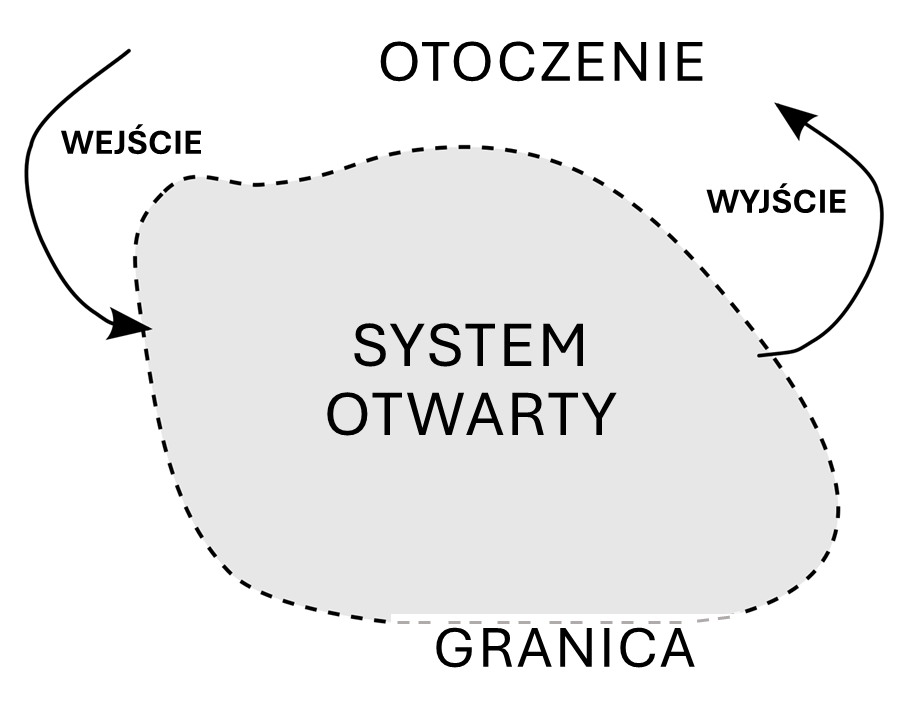
Teoria systemów otwartych jest podstawą koncepcji czarnej skrzynki. Obydwa skupiają się na przepływach wejściowych i wyjściowych, reprezentujących wymianę z otoczeniem.

Rozumienie czarnej skrzynki opiera się na „zasadzie wyjaśniającej”, czyli hipotezie związku przyczynowego pomiędzy wejściem a wyjściem. Zasada ta stwierdza, że dane wejściowe i wyjściowe są niezależne i, że system ma powiązane, obserwowalne, wejścia i wyjścia oraz, że system jest czarny (nierozpoznawalny dla obserwatora).
Typowe podejście do analizy czarnej skrzynki jest oparte na systemie otwartym, gdzie brane są pod uwagę jedynie relacje między bodźcami stymulującymi (na wejściu) a reakcjami na nie (na wyjściu).
Konstrukcja modelu czarnej skrzynki w teorii systemów obejmuje: rejestrowanie obserwowanych stanów; budowanie modelu; testowanie modelu.

### Rejestracja obserwowanych stanów
Zgodnie z koncepcją czarnej skrzynki obserwacje zmian na wejściu i wyjściu czarnej skrzynki, dokonywane w czasie, są zapisywane w tabeli. Ashby podał przykład zapisu tabelarycznego badania opisującego działania skrzynki, która prawdopodobnie wypadła z UFO, tj. badania przedmiotu (systemu) zupełnie nieznanego badaczowi.
| Czas  | Impuls na wejściu                             | Dostrzeżony rezultat na wyjściu                         |
| ----- | --------------------------------------------- | ------------------------------------------------------- |
| 11:18 | Nic nie zrobiłem                              | „skrzynka” emitowała stały szum o częstotliwości 240 Hz |
| 11:19 | Nacisnąłem przełącznik oznaczony literą K     | dźwięk wzrósł do 480 Hz i pozostał stały                |
| 11:20 | Przypadkowo nacisnąłem przycisk oznaczony „!” | temperatura „skrzynki” wzrosła o 20 °C                  |
| ...   | itd.                                          | itd.                                                    |

Każdy system jest najpierw opisywany w długim protokóle, rozciągniętym w czasie, pokazującym sekwencję stanów wejściowych i wyjściowych. Z tego wynika podstawowy wniosek, że cała wiedza możliwa do uzyskania z czarnej skrzynki (o danych wejściowych i wyjściowych) jest taka, jaką można uzyskać poprzez ponowne kodowanie protokołu (tabeli obserwacji), natomiast nie daje to wiedzy o zawartości lub działaniu wewnętrznym czarnej skrzynki.

### Modelowanie
Proces modelowania polega na konstruowaniu prognozowanego modelu matematycznego z wykorzystaniem danych z tabeli obserwacji.

### Testowanie modelu czarnej skrzynki
Opracowany model czarnej skrzynki jest modelem zweryfikowanym, jeśli metody testowania czarnej skrzynki
 zapewniają, że tak jest, w oparciu wyłącznie o elementy obserwowalne.
W przypadku testów historycznych podczas testowania modelu czarnej skrzynki zawsze wykorzystywane są wcześniejsze dane. Dane muszą zostać zapisane, zanim zostaną pobrane w celu uzyskania danych wejściowych z czarnej skrzynki.

## Czarna skrzynka w praktyce

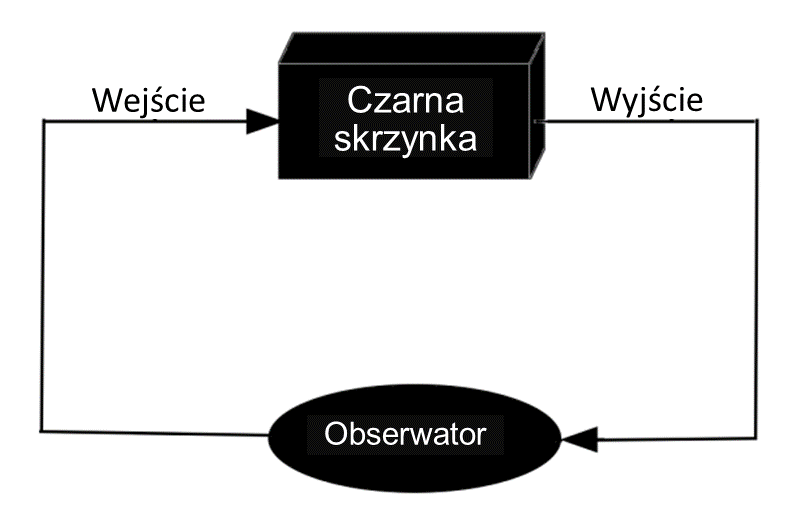
Kiedy obserwator steruje impulsami wejściowymi, nie jest to tylko obserwacja czarnej skrzynki, ale działanie staje się eksperymentem.

### Czarna skrzynka jako eksperyment
Jeśli obserwator steruje również bodźcami wejściowymi, badanie zamienia się w eksperyment, a hipotezy dotyczące przyczyny i skutku można bezpośrednio przetestować.
Oddziaływanie przez obserwatora, w formie bezpośredniej lub pośredniej, na zmiany na wyjściu systemu, tak by wpływały one na impulsy wejściowe, kreuje sprzężenie zwrotne – jedna z kluczowych koncepcji w teorii sterowania.

### Informatyka i matematyka
W informatyce pojęcie czarnej skrzynki jest stosowane w wielu kontekstach.
Czarną skrzynką może być określony program, którego działania nie można poznać (dla którego nie są dostępne pliki źródłowe). Programy, które nie mają charakteru oprogramowania typu open source, są dla użytkownika czarną skrzynką: Apple iOS, Microsoft Office, Adobe Photoshop – tylko producent ma pełną informację o ich działaniu.
Podobnie należy traktować internetowe serwisy usługowe: Google Workspace, Dropbox, Meta Instagram itp.
W programowaniu komputerowym i inżynierii oprogramowania testy czarnej skrzynki służą do sprawdzenia, czy dane wyjściowe programu są zgodne z oczekiwaniami, przy określonych danych wejściowych.
W modelowaniu matematycznym często problemy są klasyfikowane jako czarne skrzynki lub białe skrzynki, w zależności od ilości informacji o badanym układzie posiadanych przed modelowaniem.
W sieciach neuronowych lub algorytmach heurystycznych (terminy komputerowe powszechnie używane do opisu komputerów „uczących się” lub „symulacji sztucznej inteligencji”) czarna skrzynka służy do opisu stale zmieniającej się części środowiska programu, której programiści nie mogą łatwo przetestować. Nazywa się to również białą skrzynką w kontekście, w którym można zobaczyć kod programu, ale kod jest tak złożony, że funkcjonalnie odpowiada czarnej skrzynce.
Podejście czarnej skrzynki jest stosowane w kryptologii do projektowania algorytmów kryptograficznych i oceny wiedzy uzyskanej przez algorytm w wyniku wykonania protokołu kryptograficznego.
W potocznym rozumieniu informatyki, czarna skrzynka odnosi się do sprzętu komputerowego.
Sztuczna inteligencja jest modelem czarnej skrzynki.

### Psychologia
W psychologii szkoła behawioryzmu postrzega ludzki umysł jako czarną skrzynkę.
W dyscyplinach humanistycznych, takich jak filozofia umysłu i behawioryzm, jednym z zastosowań teorii czarnej skrzynki jest opisywanie i zrozumienie czynników psychologicznych w takich dziedzinach, jak marketing, w zastosowaniu do analizy zachowań konsumentów.

Kolejnym przykładem zasady czarnej skrzynki jest leczenie pacjentów psychiatrycznych. Ludzki mózg jest z pewnością czarną skrzynką i podczas gdy wiele badań neurologicznych jest prowadzonych w celu zrozumienia mechanizmu mózgu, postęp w leczeniu dokonuje się również poprzez obserwację reakcji pacjentów na bodźce.

### Filozofia
Zastosowania koncepcji czarnej skrzynki wraz z wyciąganiem wniosków dotyczących siły oddziaływania przyczynowo-skutkowego na gruncie teorii filozoficznej redukcjonizmu.

### Ekonomia
W teorii neoklasycznej organizacja jest postrzegana jako czarna skrzynka, interesujące są impulsy, bodźce wejściowe do systemu i to co z niego wychodzi (wyjście).

### Transport
Rozumienie czarnej skrzynki w transporcie jest znacząco odmienne, gdyż odnosi się do urządzenia rejestrującego parametry poruszania się środka transportu: samolotu (czarna skrzynka (lotnicza)), pociągu, okrętu (czarna skrzynka (morska)), samochodu). Dane wyjściowe (zarejestrowane) są poddawane analizie po wykonanej podróży.
Urządzenie pierwotnie było stosowane w samolotach, aby móc określić przyczyny ewentualnego wypadku, później terminem tym zaczęto określać wszystkie systemy rejestracji stanu maszyn w transporcie, także morskim, kolejowym i drogowym.

### Powszechne praktyki
Koncepcja czarnej skrzynki jest stosowana powszechnie w wielu dziedzinach praktyki, nie tylko w badaniach naukowych.

Dziecko, które próbuje otworzyć drzwi, musi manipulować klamką (wejście), aby wywołać pożądany ruch otwarcia drzwi (wyjście); i musi nauczyć się sekwencji zdarzeń, nie oglądając mechanizmu wewnętrznego, który powoduje otwarcie drzwi. W naszym codziennym życiu na każdym kroku spotykamy się z systemami, których wewnętrzne mechanizmy nie są dostępne, i które muszą być traktowane metodami właściwymi dla czarnej skrzynki.

Duckworth, Gear and Lockett wskazali, że:

(...) zasada czarnej skrzynki w cybernetyce może być wykorzystywana do kontrolowania sytuacji, które, jeśli zanalizować dogłębnie, mogą wydawać się bardzo skomplikowane.